# Diervilla
Las madreselvas arbustivas (Diervilla) es el nombre que se les da a las tres especies de arbustos de hoja caduca que integran el género Diervilla en la familia Caprifoliaceae. Estas especies son endémicas de la costa este de Norteamérica. 

## Descripción
Las madreselvas arbustivas tienen poca altura (1-2 m), y un diámetro de (1-2 m), desarrollándose en colonias, lo que significa que se propagan por rizomas subterráneos. Sus hojas son simples, opuestas y pueden ser ovales o lanceoladas con un borde dentado. En el otoño cuando se les caen, su color puede variar entre amarillo, naranja, y rojo. Las flores son pequeñas de forma tubular, de un color amarillo pálido. Se producen en junio y julio. 
En Diervilla las flores presentan dos labios, invariablemente de color amarillo, y se desarrollan en la propia estación de floración, lo que las diferencia del género Weigela donde la corola es regular, (sin dos labios) y las flores se desarrollan en ramitas laterales cortas que se habían desarrollado el año anterior. 
Las madreselvas arbustivas se confunden normalmente con la madreselva salvaje común (Lonicera tartarica), o también con la madreselva japonesa (Lonicera japonica), ambos miembros del género estrechamente relacionado Lonicera.

## Taxonomía
El género fue descrito por Philip Miller y publicado en The Gardeners Dictionary...Abridged...fourth edition vol. 1. 1754. La especie tipo es: Diervilla lonicera

## Etimología
Este género se nombra en honor del Dr. Dierville, un cirujano francés que viajó a Norteamérica a principios del siglo XVIII.

## Especies
- Diervilla sessilifolia (Madreselva arbustiva sureña),
- Diervilla lonicera (Madreselva arbustiva norteña)
- Diervilla rivularis (Madreselva arbustiva de las montañas).